# North American T-28 Trojan
Il North American T-28 Trojan è stato un monomotore a pistoni da addestramento ad ala bassa prodotto dall'azienda statunitense North American Aviation negli anni cinquanta e utilizzato principalmente dalla United States Air Force e United States Navy.
L'USAF cessò di utilizzare il T-28 per l'istruzione dei propri piloti all'inizio degli anni sessanta, mantenendolo in linea per l'addestramento di un limitato numero di equipaggi e per la selezioni di personale straniero, mentre lo stesso velivolo ha continuato a essere usato come un addestratore basico dalla Marina, e quindi dai Marines e dalla Guardia Costiera fino agli anni ottanta.

## Storia del progetto
Il 24 settembre 1949, l'XT-28 (denominazione interna NA-159) volò per la prima volta. Progettato per sostituire l'ormai obsoleto T-6 Texan, il prototipo del T-28 venne giudicato positivamente dall'USAF e tra il 1950 e il 1957 ne vennero prodotti 1 948. Dopo il ritiro dal servizio una parte venne riconvertita dalla Hamilton Aircraft in due versioni distinte. Una versione rigenerata, denominata T-28R-1 è stata ceduta alla Marina Brasiliana mentre una in una seconda versione, denominata T-28R-2,l'abitacolo biposto del T-28 venne trasformata in una cabina a 5 posti. Sulla base del Trojan vennero effettuate altre conversioni civili, tra cui Nomad Mark I e Nomad Mark II vennero usati dalla PacAero.

## Impiego operativo
Il T-28 Trojan venne usato dalla USAF e dall'US Navy come addestratore primario. Mentre l'USAF ha progressivamente diminuito l'uso degli addestratori primari dai primi anni sessanta continuando l'impiego del Trojan solo per addestrare equipaggi stranieri o per particolari sessioni di addestramento, l'aereo ha continuato a essere impiegato nell'US Navy fino ai primi anni ottanta. L'ultimo volo come addestratore nell'US Navy avvenne nei primi mesi del 1984 mentre l'ultimo volo prima del ritiro avvenne il 14 marzo 1984. Dopo la fine della vita operativa molti T-28 vennero venduti a privati o a operatori civili.
Nel settembre del 2011, durante una manifestazione aerea, un T-28 ha avuto un incidente con la perdita dell'equipaggio in West Virginia. Non sono state segnalate vittime tra gli spettatori.

### Guerra del Vietnam
Nel 1963 un T-28 dell'Aeronautica Militare del Laos, pilotato dal tenente Chert Saibory disertò nel Vietnam del Nord. Il T-28 venne immediatamente ristrutturato e consegnato all'Aeronautica Militare Nord Vietnamita che ricevette così il suo primo aereo da caccia. Un T-28, il 28 agosto 1962, è stato inoltre il primo aereo ad ala fissa (non da trasporto) a essere abbattuto durante la guerra in Vietnam mentre svolgeva il compito di CAS (Close Air Support). L'equipaggio era formato dal Cap. Robert L. Simpson e dal tenente Hoa. Nessun membro dell'equipaggio sopravvisse. Durante tutta la guerra l'USAF perse 28 T-28

## Versioni
- XT-28

Versione prototipo; due esemplari costruiti
- T-28A

Versione per l'US Air Force equipaggiata con un Wright R-1300 radiale da 800 CV (597 kW); 1 194 esemplari costruiti.
- T-28B

Versione per l'US Navy versione con un Wright R-1820 da 1 425 hp (1 063 kW), elica a tre pale e aerofreno; 489 esemplari costruiti.
- T-28C

Versione per l'US Navy, derivata dal T-28B con pale dell'elica accorciate e gancio d'arresto per la formazione sulle portaerei; 266 costruito.
- T-28D Nomad

Si trattava di esemplari T-28B convertiti per l'USAF nel 1962 per ricognizione e ricerca e soccorso; furono utilizzati anche durante la guerra in Vietnam. La versione prevedeva la dotazione di due punti d'attacco subalari. Più tardi venne realizzata la variante T-28D5 con miglioramenti per i piloni subalari; 321 esemplari sono stati convertiti dalla Pacific Airmotive (Pac-Aero):
- T-28 Nomad Mark I - con motore Wright R-1820-56S  (1 300 hp)
- T-28 Nomad Mark II - con motore Wright R-1820-76A (1 425 hp)
- T-28 Nomad Mark III - con motore Wright R-1820-80 (1 535 hp)

- Fairchild A-28D

Versione d'attacco del T-28D utilizzato per supporto aereo ravvicinato (CAS). È stato dotato di sei punti d'attacco subalari e seggiolino eiettabile; 72 esemplari convertiti dalla Fairchild Hiller.
- Yat-28E

Versione sperimentale a partire dal T-28D. Spinto da un Lycoming YT-55L-9 (2 445 hp) (1 823 kW); armato con due mitragliatrici calibro .50 in e fino a 6 000 libbre (2 730 kg) di carico bellico, era provvisto di 12 punti d'attacco subalari. Tre prototipi sono stati convertiti da T-28A. Il primo volo ebbe luogo il 15 febbraio 1963; il progetto è stato annullato nel 1965.
- T-28S Fennec

Versione derivata dal T-28A convertita nel 1959 per l'utilizzo da parte dell'Aeronautica Militare Francese per sostituire il Morane-Saulnier MS.733A. Venne aggiunta ulteriore protezione laterale e la motorizzazione passò a un Wright R-1820; nell'ala vennero predisposti quattro punti d'attacco. La variante S si deve all'aggiunta di un compressore nel motore;
Per le missioni di supporto era armato con due mitragliatrici da 0.50 in (con 100 colpi per arma) e due MATRA 122 6 x 68 millimetri. Poteva anche essere armato con bombe al napalm.
Un totale di 148 aeromobili vennero acquistati dalla Pacific Airmotive (Pac Aero) e modificate dalla Sud-Aviation in Francia. Dopo la guerra il governo francese, nel periodo compreso tra il 1964 e il 1967, li offrì in vendita.  La maggior parte dei velivoli venne acquistata dalle autorità militari di Marocco e Argentina. Quest'ultima, a sua volta, rivendette parte dei velivoli all'Uruguay e all'Honduras.
- T-28R Nomair

Tentativo da parte della Hamilton Aircraft Company, in Arizona, di realizzare una versione civile derivata dal T-28. Il prototipo volò per la prima volta nel settembre del 1960 e venne certificato dalla FAA il 15 febbraio 1962. A quel tempo, il T-28-R2 era il più veloce aereo monomotore di categoria disponibile negli Stati Uniti.

## Utilizzatori
Arabia Saudita

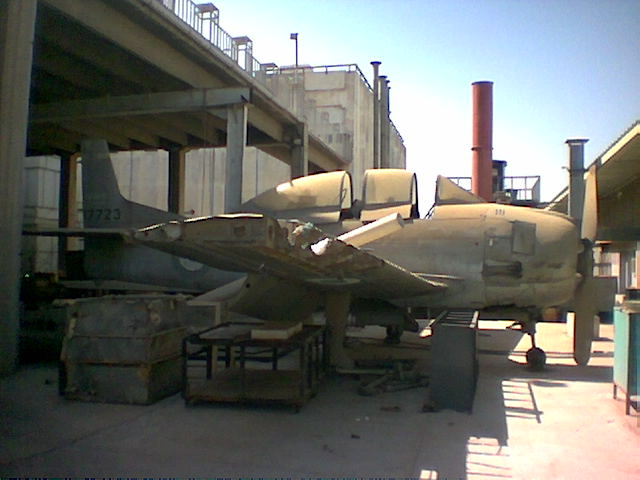
Un T-28 saudita, ex Al-Quwwat al-Jawwiyya al-Sa'udiyya, uno dei 4 esemplari acquistati negli anni cinquanta e ora conservato presso la King Abdulaziz University, a Gedda.

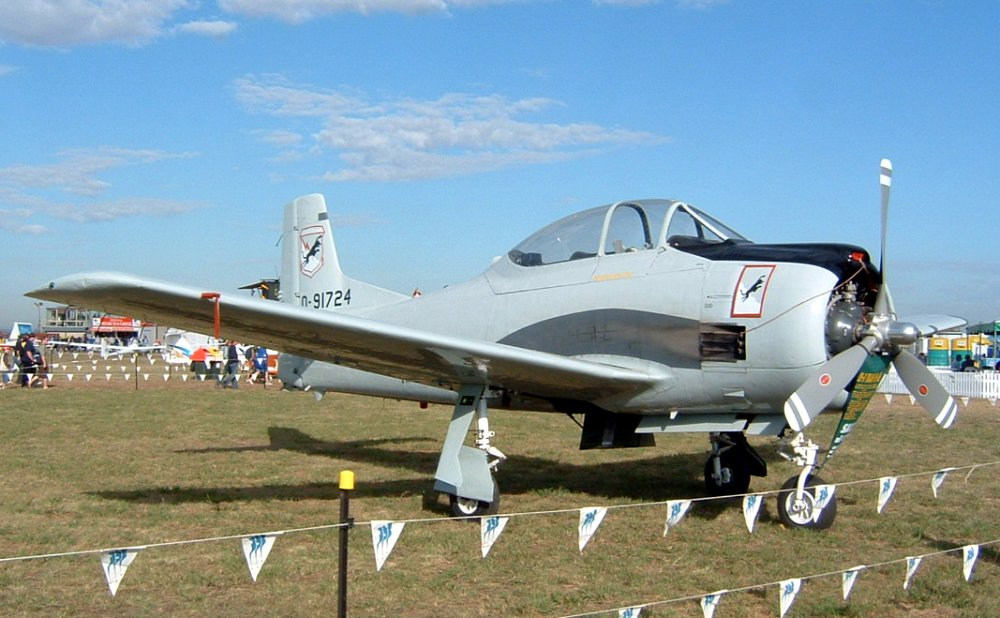
Un T-28 della ex Royal Lao Air Force.

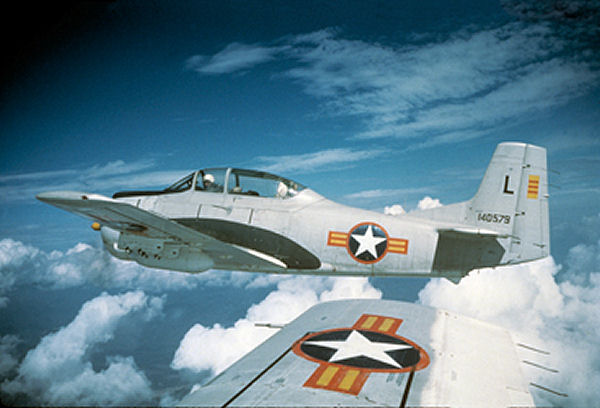
Una coppia di T-28 della sudvietnamita Khong Quan Viet Nam in volo durante la guerra del Vietnam.

- Al-Quwwat al-Jawwiyya al-Sa'udiyya

 Argentina
- Fuerza Aérea Argentina[7]
- Aviación Naval

 Bolivia
- Fuerza Aérea de Bolivia

 Brasile
- Força Aeronaval

 Rep. del Congo
- Armée de l'Air du Congo

 Corea del Sud
- Daehan Minguk Gonggun

 Cuba
- Fuerza Aérea del Ejército de Cuba
- Fuerza Aérea Rebelde
- Defensa Anti-Aérea y Fuerza Aérea Revolucionaria

 Ecuador
- Fuerza Aérea Ecuatoriana

 Etiopia
- Imperial Ethiopian Air Force

 Filippine
- Hukbong Himpapawid ng Pilipinas

 Francia
- Armée de l'air

 Honduras
- Fuerza Aérea Hondureña

 Giappone
- Kōkū Jieitai

 Laos
- Royal Lao Air Force

 Marocco
- Forces royales air

 Messico
- Fuerza Aérea Mexicana

 Nicaragua
- Forza aerea dell'Esercito nicaraguense

6 T-28D Trojan consegnati nel 1964.
 Thailandia
- Kongthap Akat Thai

 Stati Uniti
- United States Air Force
- United States Navy

 Uruguay
- Aviación Naval Uruguaya

 Vietnam
- Không Quân Nhân Dân Việt Nam

 Vietnam del Sud
- Khong Quan Viet Nam